# 屋久町
屋久町（日语：／ Yaku chō */?）是鹿兒島縣屋久島上的1町，屬熊毛郡。2007年10月1日，與上屋久町合併為屋久島町。